# Jin Ping Mei
Jin Ping Mei är en erotisk kinesisk talspråksroman som skrevs under Mingdynastin, möjligen kring år 1610, under Wanli-kejsarens regeringstid. Den är känd för sina öppna erotiska och pornografiska skildringar och räknas ibland till De fyra stora talspråksromanerna.
Boken består av 100 kapitel och 120 dikter som beskriver den liderlige apotekaren Ximen Qings kvinnor och hans amorösa eskapader under den tidiga Songdynastin. Berättelsen tar sin utgångspunkt från en episod i romanen Berättelser från träskmarkerna, där Ximen Qing inleder kärleksaffär med Guldlotus och mördar hennes make, även om episoden får en annan upplösning i Jin Ping Mei.
Boken har filmatiserats i flera omgångar i Taiwan och Hongkong, men boken har länge varit förbjuden i Folkrepubliken Kina på grund av sitt erotiska innehåll.
Jin Ping Mei föreligger i en ofullständig svensk översättning via tyskan och de sju första volymerna av tio i en dansk översättning har utkommit (2020).

## Översättningar
- Byttner Anders, red (1950). Chin Ping Mei: romanen om Hsimen och hans sex fruar. Stockholm: Fahlcrantz & Gumælius. Libris 8219444
- Jin Ping Mei - I vers og prosa. Översatt till danska av Vibeke Børdahl. Köpenhamn: Vandkunsten, 2011.